# Стовпи
Стовпи́ — село в Україні, у Дубрівській сільській територіальній громаді Звягельського району Житомирської області. Населення становить 103 особи (2001).

## Географія
Селом протікає річка Церем.

## Історія
У 1906 році — село Жолобенської волості Новоград-Волинського повіту  Волинської губернії. Відстань від повітового міста 25 верст, від волості 10. Дворів 20, мешканців 145.
У 1928—54 роках — адміністративний центр колишньої Стовпівської сільської ради Ярунського району.